# Medhi Benatia
Medhi Amine El Mouttaqi Benatia (arabiska: المهدي أمين بن عطية المتقي), född 17 april 1987 i Courcouronnes, Frankrike, är en marockansk före detta fotbollsspelare (försvarare). Han var under sin karriär lagkapten i Marockos landslag.

## Karriär
Den 3 februari 2010 värvade Udinese Calcio den marockanska försvararen från den franska Ligue 2-klubben Clermont, dock anslöt han inte den italienska klubben förrän till sommaren. Han debuterade för Udinese i Serie A den 11 september 2010 i en 2–1 bortaförlust mot Inter.
Den 5 juli 2013 skrev Benatia på för AS Roma. Roma betalade 13.5M€. Den 26 augusti 2014 bekräftades det att Benatia lämnade AS Roma för tyska Bayern München.
Den 28 januari 2019 värvades Benatia av qatariska Al-Duhail.
Den 3 augusti 2021 gick Benatia på fri transfer till Fatih Karagümrük, där han skrev på ett tvåårskontrakt. I december 2021 meddelade Benatia att han avslutade sin fotbollskarriär.